# Typ widmowy T

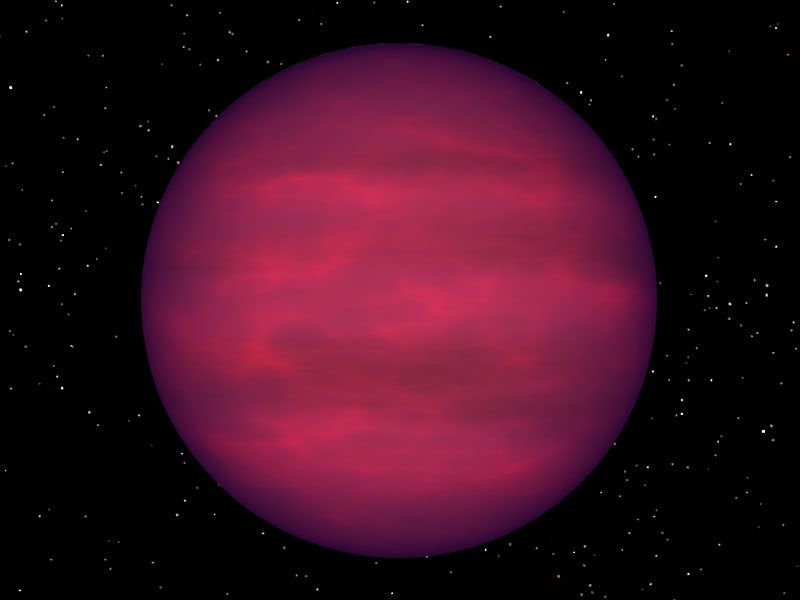
Wizja artystyczna brązowego karła typu widmowego T

Typ widmowy T – typ widmowy obejmujący brązowe karły o temperaturze powierzchni pomiędzy 700 a 1300 K (tzw. „karły metanowe”). Obiekty te większość energii emitują w podczerwieni, wypromieniowując ciepło zgromadzone w pierwszych kilku milionach lat życia.

## Charakterystyka widmowa
Brązowe karły typu widmowego T klasyfikuje się według cech widma w bliskiej podczerwieni. Dominują w nim linie widmowe metanu, widoczne są linie metali alkalicznych i wody; w porównaniu z gorętszymi obiektami typu widmowego L spada intensywność linii wodorków metali, w szczególności CrH. lit nie jest obserwowany w widmach karłów typu T, co jest prawdopodobnie spowodowane tworzeniem cząsteczek związków (LiCl, LiH i LiOH) przez ten metal.

## Charakterystyka fizyczna
Wszystkie obiekty typu widmowego T mają niezwykle małą jasność, nie przekraczającą 10-5 L☉. Ich temperatura jest zbyt niska, by we wnętrzu mogła zachodzić synteza wodoru, zatem do tego typu należą wyłącznie brązowe karły. To oznacza również, że masy tych obiektów nie mogą przekraczać ~0,08 M☉, masy granicznej dla syntezy wodoru. Brązowe karły mogą zacząć życie jako gorętsze obiekty typu M lub L, ale ze względu na brak wewnętrznego źródła ciepła ostygną, stając się obiektami typu T. Równocześnie zachowują swoją jasność, dzięki zmniejszaniu ilości pyłu w ochładzającej się atmosferze, przez co energia z głębszych warstw karła może wydostać się w postaci promieniowania. W późniejszym czasie stają się obiektami typu Y.